# Mannardita
La mannardita és un mineral de la classe dels òxids, que pertany al grup de la priderita. Rep el nom en honor del Dr. George William Mannard (1932-1982), geòleg canadenc, pel seu interès en els minerals i els dipòsits minerals de la Colúmbia Britànica.

## Característiques
La mannardita és un òxid de fórmula química Ba(Ti₆V3+
2)O16. Va ser aprovada com a espècie vàlida per l'Associació Mineralògica Internacional l'any 1983. Cristal·litza en el sistema tetragonal. La seva duresa a l'escala de Mohs és 7.
Segons la classificació de Nickel-Strunz, la mannardita pertany a «04.DK: Òxids amb proporció Metall:Oxigen = 1:2 i similars, amb cations grans (+- mida mitjana); estructures de túnel» juntament amb els següents minerals: akaganeïta, coronadita, criptomelana, hol·landita, manjiroïta, priderita, redledgeïta, henrymeyerita, estronciomelana, romanechita i todorokita.

## Formació i jaciments
La mannardita va ser descrita gràcies a les mostres de dues localitats: Rough claims, a la Colúmbia Britànica (Canadà) i la mina Shiti, a la província de Shaanxi (República Popular de la Xina). També ha estat descrita en altres indrets del Canadà i de la Xina, així com al Brasil, Itàlia, Rússia i Sud-àfrica.